# Cementklinker

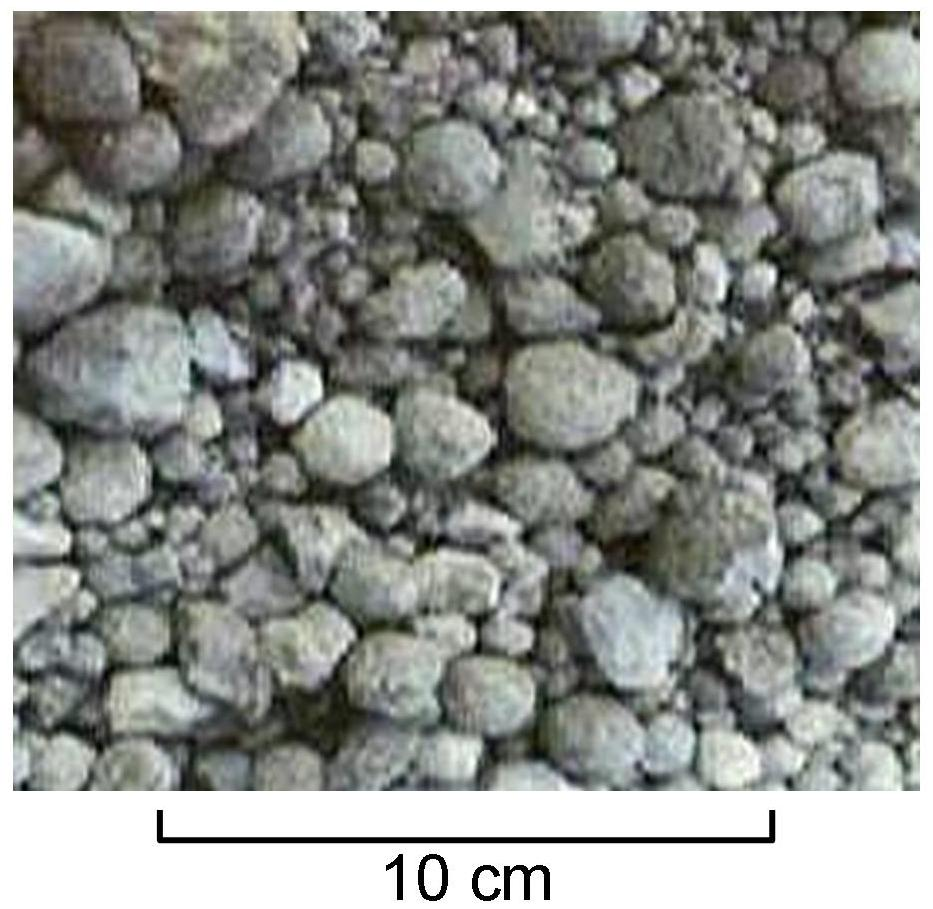
Typiska klinkeknölar

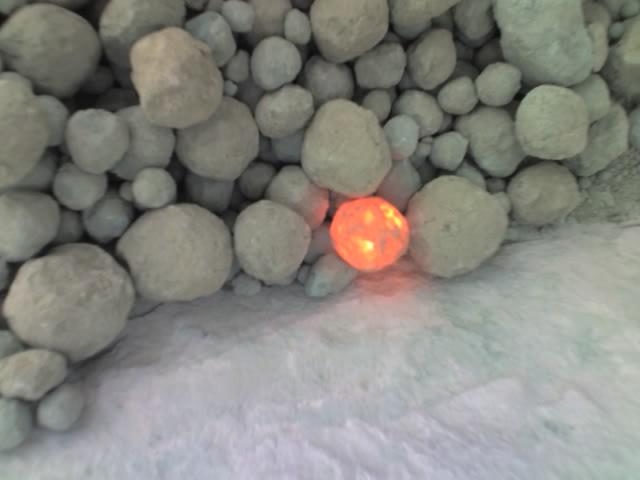
Varm klinker

Cementklinker är ett fast material som är en mellanprodukt när man producerar Portlandcement. Det består av små klumpar eller knölar på 3-25 mm som produceras med sintring (smältning utan smältning till kondenseringspunkten) av kalksten och aluminiumsilikat vid 1 400 °C i en cementugn. 

## Sammansättning och beredning
Portlandklinkern består huvudsakligen av fyra mineralfaser: två kalciumsilikater, alit (Ca3Si) och belit (Ca2Si), tillsammans med tricalciumaluminat (Ca3Al) och kalciumaluminoferrit (Ca4AlFe). Dessa huvudsakliga mineralfaser produceras genom uppvärmning vid hög temperatur av lera och kalksten.
Portlandcementklinker framställs genom att värma en homogen blandning av råmaterial i en roterande ugn vid hög temperatur. Produkterna från den kemiska reaktionen aggregeras tillsammans vid sin sintringstemperatur, cirka 1 450 °C. Aluminiumoxid och järnoxid finns endast som ett fluss för att minska sintringstemperaturen och bidra obetydligt till cementstyrkan. För speciella cement, såsom låg värme (LH) och sulfatbeständiga (SR) typer, är det nödvändigt att begränsa mängden tricalciumaluminat som bildas. Den viktigaste råvaran för klinkertillverkningen är vanligtvis kalksten blandad med ett andra material som innehåller lera som en källa till aluminiumsilikat. En oren kalksten som innehåller lera eller kiseldioxid (SiO2) kan användas. Kalciumkarbonathalten (CaCO3) i dessa kalkstenar kan vara så låg som 80 viktprocent. Andelen av andra råmaterial beror på kalkstenens renhet. Några av de andra råvarorna som används är lera, skiffer, sand, järnmalm, bauxit, flygaska och slagg. Klinkern och dess hydratiseringsreaktioner karakteriseras och studeras i detalj av många tekniker, såsom kalorimetri, styrkeutveckling, röntgendiffraktion, svepelektronmikroskop och atomkraftsmikroskopi.

## Användning
Portlandcementklinker (förkortat k i de europeiska normerna) males till ett fint pulver och används som bindemedel i många cementprodukter. En liten mängd gips (mindre än 5 viktprocent) måste tillsättas för att undvika snabb bildning av tricalciumaluminatet (Ca3Al2O6), den mest reaktiva mineralfasen (exoterm hydratiseringsreaktion) i Portlandklinker. Det kan också kombineras med andra aktiva ingredienser eller cementtillsatser för att producera andra typer av cement, bland annat enligt den europeiska standarden EN 197-1:
- CEM I: ren Portlandklinker (vanlig Portlandcement, OPC)
- CEM II: kompositcement med begränsad tillsats av kalkstensfyllmedel eller masugnsslagg (BFS)
- CEM III: BFS-OPC masugnscement
- CEM IV: pozzolanic cement
- CEM V: kompositcement (med stora tillsatser av BFS, flygaska eller kiseldioxidrök)

Klinker, om den förvaras under torra förhållanden, kan hållas i flera månader utan märkbar kvalitetsförlust. På grund av detta, och eftersom det enkelt kan hanteras av vanlig utrustning för mineralhantering, handlas klinker internationellt i stora mängder. Cementtillverkare som köper klinker brukar slipa ner den som ett tillägg till sin egen klinker i sina cementfabriker. Tillverkare skickar också klinker till slipanläggningar i områden där cementtillverkningsråvaror inte är tillgängliga.

## Sliphjälpmedel för klinker
Gips tillsätts klinker främst som en tillsats som förhindrar cementens snabba ombildning, men det är också mycket effektivt att underlätta slipning av klinker genom att förhindra agglomerering och beläggning av pulvret på ytan av klumpar och kvarnvägg.
Organiska föreningar tillsätts också ofta som sliphjälpmedel för att undvika pulveragglomerering. Trietanolamin (TEA) används ofta med 0,1 viktprocent och har visat sig vara mycket effektivt. Andra tillsatser används ibland, såsom etylenglykol, oljesyra och dodecylbensensulfonat.

## Bidrag till den globala uppvärmningen
År 2018 bidrog cementproduktionen med cirka 8 procent av alla koldioxidutsläpp i världen och bidrog väsentligt till den globala uppvärmningen. De flesta av dessa utsläpp uppkommer i klinkertillverkningsprocessen.